# Walter Dill Scott
Pour les articles homonymes, voir Scott et Walter Scott (homonymie).
Walter Dill Scott, né le 1er mai 1869 à Cooksville (Illinois) et mort le 24 septembre 1955 à Evanston, est un psychologue américain. Il est président de l'American Psychological Association en 1919.

## Activités de recherche
Il suggère que « les produits présentés comme moyens vont augmenter le prestige social, font appel au plus fondamental des instincts de l'homme ».
Cet instinct de prestige social fait cependant partie d'une vaste constellation qui doit se plier à la logique du système de production.
Il note aussi que les valeurs d'usage du prestige, du jeu, de la parure, sont toutes mises à l'objet de base de la publicité : écouler la production, vendre les produits.